# العلاقات التشادية الليتوانية
العلاقات التشادية الليتوانية هي العلاقات الثنائية التي تجمع بين تشاد وليتوانيا.

## مقارنة بين البلدين
هذه مقارنة عامة ومرجعية للدولتين:
| وجه المقارنة                                              | تشاد                      | ليتوانيا                                                    |
| --------------------------------------------------------- | ------------------------- | ----------------------------------------------------------- |
| المساحة (كم2)                                             | 1.28 مليون                | 65.30 ألف                                                   |
| عدد السكان (نسمة)                                         | 15.23 مليون               | 2.79 مليون                                                  |
| الكثافة السكانية (ن./كم²)                                 | 11.9                      | 42.73                                                       |
| العاصمة                                                   | انجمينا                   | فيلنيوس، كاوناس                                             |
| اللغة الرسمية                                             | لغة فرنسية، اللغة العربية | اللغة الليتوانية                                            |
| العملة                                                    | فرنك وسط أفريقي           | ليتاس ليتواني، يورو                                         |
| الناتج المحلي الإجمالي (بليون دولار)                      | 9.98 مليار                | 47.17 مليار                                                 |
| الناتج المحلي الإجمالي (تعادل القوة الشرائية) بليون دولار | 30.54 مليار               | 84.06 مليار                                                 |
| الناتج المحلي الإجمالي الاسمي للفرد دولار أمريكي          | 775                       | 14.15 ألف                                                   |
| الناتج المحلي الإجمالي للفرد دولار أمريكي                 | 2.18 ألف                  | 27.69 ألف                                                   |
| مؤشر التنمية البشرية                                      | 0.392                     | 0.839                                                       |
| رمز المكالمات الدولي                                      | +235                      | +370                                                        |
| رمز الإنترنت                                              | .td                       | .lt                                                         |
| المنطقة الزمنية                                           | ت ع م+01:00               | ت ع م+02:00، ت ع م+03:00، أوروبا/فيلنيوس ‏، توقيت شرق أوروبا |

## منظمات دولية مشتركة
يشترك البلدان في عضوية مجموعة من المنظمات الدولية، منها:
| علم المنظمة | اسم المنظمة                               | تاريخ انضمام تشاد | تاريخ انضمام ليتوانيا |
| ----------- | ----------------------------------------- | ----------------- | --------------------- |
|             | وكالة ضمان الاستثمار متعدد الأطراف        | 11 يونيو 2002     | 8 يونيو 1993          |
|             | منظمة الشرطة الجنائية الدولية             | ?                 | ?                     |
|             | منظمة حظر الأسلحة الكيميائية              | ?                 | ?                     |
|             | منظمة التجارة العالمية                    | ?                 | ?                     |
|             | البنك الدولي للإنشاء والتعمير             | 10 يوليو 1963     | 6 يوليو 1992          |
|             | الأمم المتحدة                             | 20 سبتمبر 1960    | 17 سبتمبر 1991        |
|             | مؤسسة التمويل الدولية                     | 2 أبريل 1998      | 15 يناير 1993         |
|             | يونسكو                                    | 19 ديسمبر 1960    | 7 أكتوبر 1991         |
|             | مؤسسة التنمية الدولية                     | 7 نوفمبر 1963     | 23 سبتمبر 2011        |
|             | الاتحاد البريدي العالمي                   | ?                 | ?                     |
|             | المركز الدولي لتسوية المنازعات الاستشارية | 14 أكتوبر 1966    | 5 أغسطس 1992          |
|             | الاتحاد الدولي للاتصالات                  | 25 نوفمبر 1960    | 1 يوليو 1923          |

## وصلات خارجية
- موقع وزارة الخارجية الليتوانية